# Drest VII
Drest VII, o Drust, va ser rei dels pictes del 724 al 728.
La llista de noms de reis de la Crònica pìcta el menciona simplement amb el nom de Drust i li atribueix un regnat de 5 anys, que hauria compartit amb Alpí I. Per la seva banda, la Crònica d'Irlanda n'ha aportat més detalls:
El 724 va començar el seu regnat després que Nechtan mac Derile entrés en un monestir. És possible que Nechtan hagués estat el seu oncle matern. La historiadora escocesa Marjorie Anderson estima que una germana de Nechtan III hauria tingut Drust i Alpin amb el rei escot Eochaid mac Domangairt.
L'any següent, el 725, van empresonar Simul mac Drust (el seu fill?). El 726 Nechtan mac Derile va sortir del seu retir espiritual i Drest VII el va empresonar, cosa que va comportar que Alpin l'expulsés del regne.
Finalment el 729 Drest va ser vençut i mort a la Batalla de Druim Derg Blathug pel rei Óengus I.